# 安原昌弘
安原 昌弘（やすはら まさひろ、1963年2月4日 - ）は、大阪府出身のプロ自転車競技指導者。ニックネームは「ヤス」。現在プロサイクリングチームであるマトリックス・パワータグの監督を務める。

## 来歴
大阪府立布施工業高等学校卒業。1982年全日本選手権個人追い抜きを弱冠19歳で優勝を飾る。
1979年 スギノテクノ(現スギノエンジニアリング)に入社。1986年世界選手権初出場を果たし、その後9連続世界戦代表になる。
1991年、プロ転向。日本初のプロチームJPPに移籍。欧州のロードでも活躍。
1993年、全日本プロ選手権ポイントレース優勝。UCIワールドカップに参戦。
1994年、イノアック・デキレーシングチームへ移籍。全日本プロ選手権ポイントレース連覇を飾る。
1995年、アジア選手権ポイントレース優勝。
1996年、アトランタオリンピックに出場。ポイントレースで決勝進出、15位となる。 
1998年、エザック・チーム・ル・ソレイユに移籍。一時期栗村修ともチームメイトだった。
2006年、実業団チーム「マトリックス・パワータグ」を設立。選手兼任監督となる。
2007年、現役引退し専任監督となる。
2020年、一般社団法人全日本実業団自転車競技連盟（JBCF）の理事長に就任。
2025年、不適切発言の不祥事を起こし、JBCF理事長を引責辞任。その2日後、日本自転車競技連盟（JCF）の常務理事を解任された。

## 人物
- 以前より、よく言えば豪快、悪く言えば乱暴な発言に賛否両論があった。2020年9月18日、ツール・ド・フランス第19ステージのJ SPORTS cycle road raceによるテレビ中継にゲストとして登場した際には、Twitter（現X）に賞賛の声とともに「ゲストの発言が不快」といった苦情の投稿が多数寄せられた[4]。

- 2025年2月16日に行われた東京クリテリウムでは、JBCF理事長としてメインレースのスタート前に挨拶した際に、前年にトラックレースのスクラッチで世界チャンピオンになっていた窪木一茂がスタート地点の後方に位置していたため、「窪木先生前に出てこい」「雑魚ども道開けろ！」などとマイクで指示したが、これらが選手に対する暴言ではないかとして批判を受けた[注 1][6]。